# Queso de Caxigón
El queso de Caxigón es un tipo de queso que se elabora en el Principado de Asturias (España).

## Elaboración
Es un queso que se elabora con leche de vaca pasteurizada.

## Características
Es un queso cilíndrico, de pequeño tamaño ya que suele pesar en torno a los 300 o 400 g. El interior o pasta es de color marfil y la corteza exterior es amarilla, dura y de aspecto irregular.

## Zona de Elaboración
Este queso se elabora en la localidad de Berodia perteneciente al concejo de Cabrales.